# Nieprzenikniony Las Bwindi

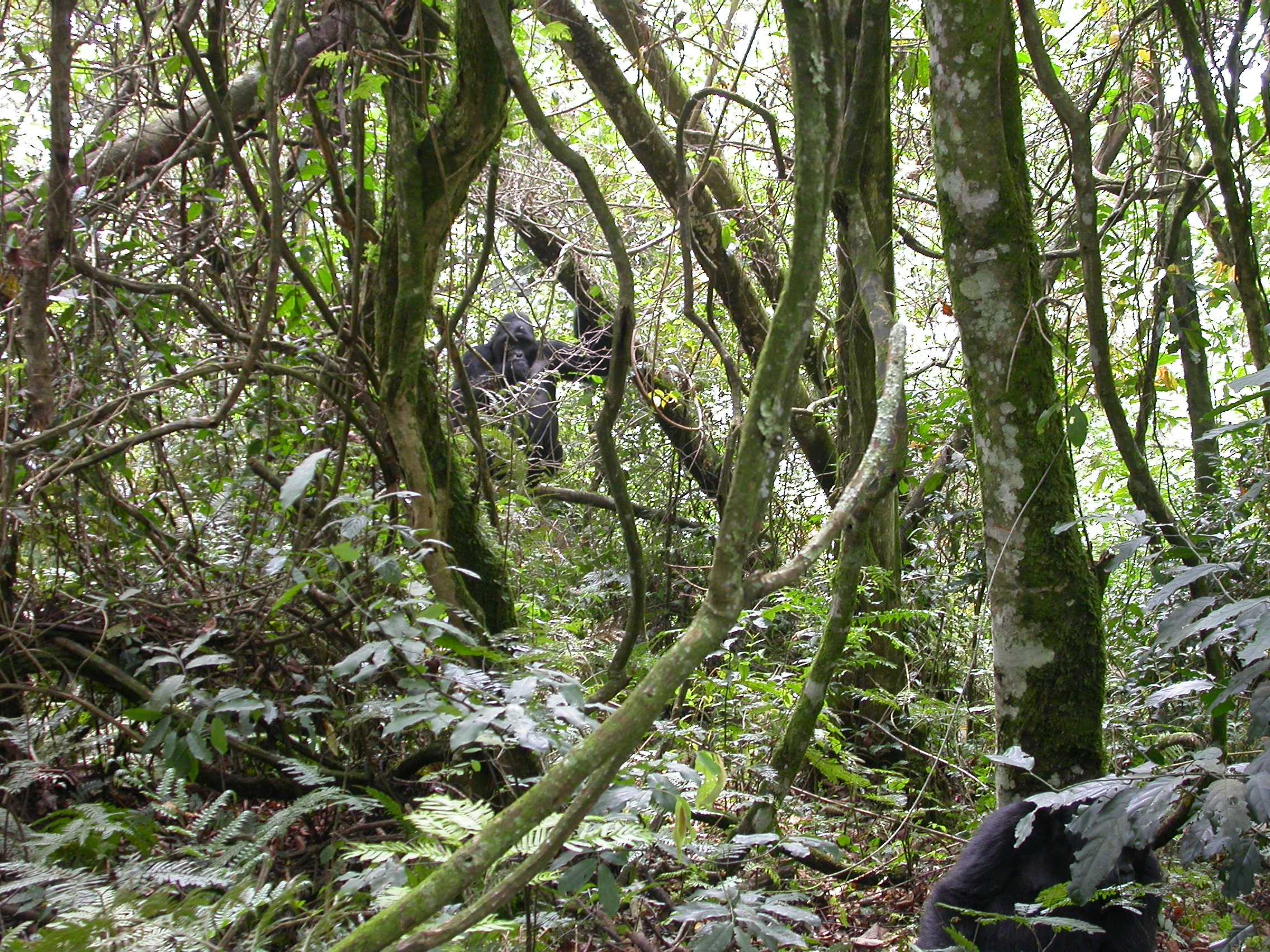
Goryl górski w zaroślach lasu Bwindi

Nieprzenikniony Las Bwindi – obszar wilgotnych lasów równikowych w południowo-zachodniej Ugandzie w górach na obrzeżach Wielkich Rowów Afrykańskich, rozpościerający się na wysokości 1160 do 2607 m n.p.m. Większa część obszaru lasu od 1991 roku objęta jest ochroną w ramach Parku Narodowego Bwindi (Bwindi Impenetrable National Park) o powierzchni 331 km². 
Nieprzenikniony Las Bwindi jest jednym z najbogatszych ekosystemów w Afryce – zamieszkuje go blisko 120 gatunków ssaków, 346 gatunków ptaków, 202 gatunki motyli dziennych, 163 gatunki drzew, 100 gatunków paproci, 27 gatunków płazów, w tym wiele gatunków zagrożonych (spotyka się tu m.in. goryle górskie).
W 1994 roku park wpisano na listę światowego dziedzictwa UNESCO.